# Michele Pace

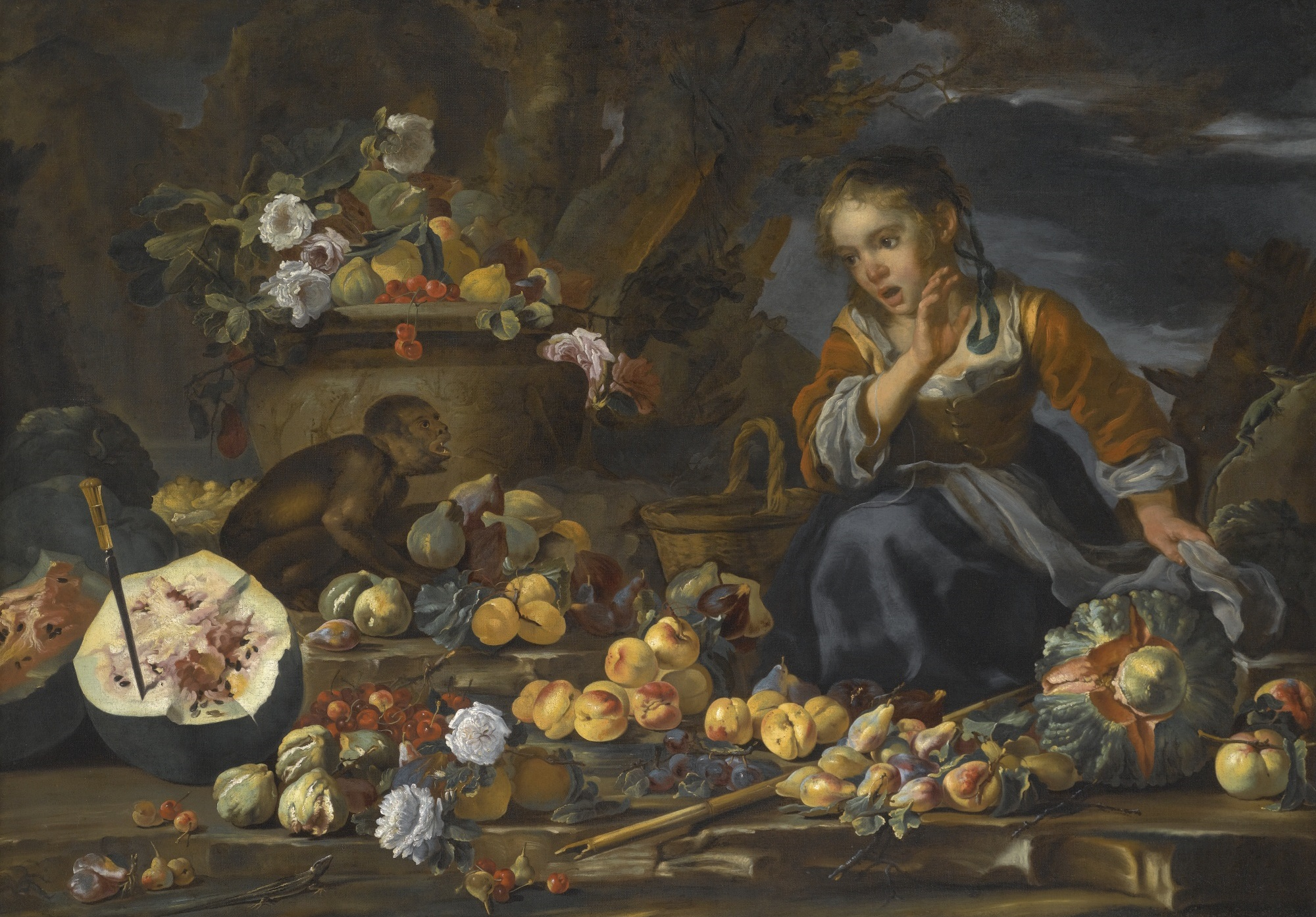
Michelangelo del Campidoglio und Monsù Bernardo: Stillleben mit Affe und einem Mädchen, ca. 1669, Öl auf Leinwand, 117 × 165 cm, Privatsammlung. Das Mädchen malte der als „Monsù Bernardo“ bekannte Bernhard Keil (1624–1687)

Michele Pace (* 1625 in Vitorchiano; † 19. Oktober 1669 in Rom) war ein italienischer Maler von Stillleben. Er ist auch unter dem Künstlernamen Michelangelo del Campidoglio bekannt, weil er in Rom beim Konservatorenpalast auf dem Kapitolshügel (italienisch Campidoglio), in der Gemeinde von San Marco, wohnte.

## Leben und Werk
Michele Pace war ein Schüler von Benedetto Fioravanti und war auch von Michelangelo Cerquozzi beeinflusst. Obwohl er in seinem Genre ein bedeutender Maler war, ist über sein Leben relativ wenig bekannt. Seinen ersten dokumentierten Auftrag erhielt er 1654 von Marcantonio Colonna; in den Sammlungen der Colonna befanden sich später weitere sieben Gemälde von seiner Hand.
Von 1658 an stand Michele Pace in Diensten des Kardinals Flavio Chigi, für den er Porträts von Hunden, Jagdstücke und andere Genreszenen malte. Am 24. April 1665 wurde er in die Accademia di San Luca aufgenommen.

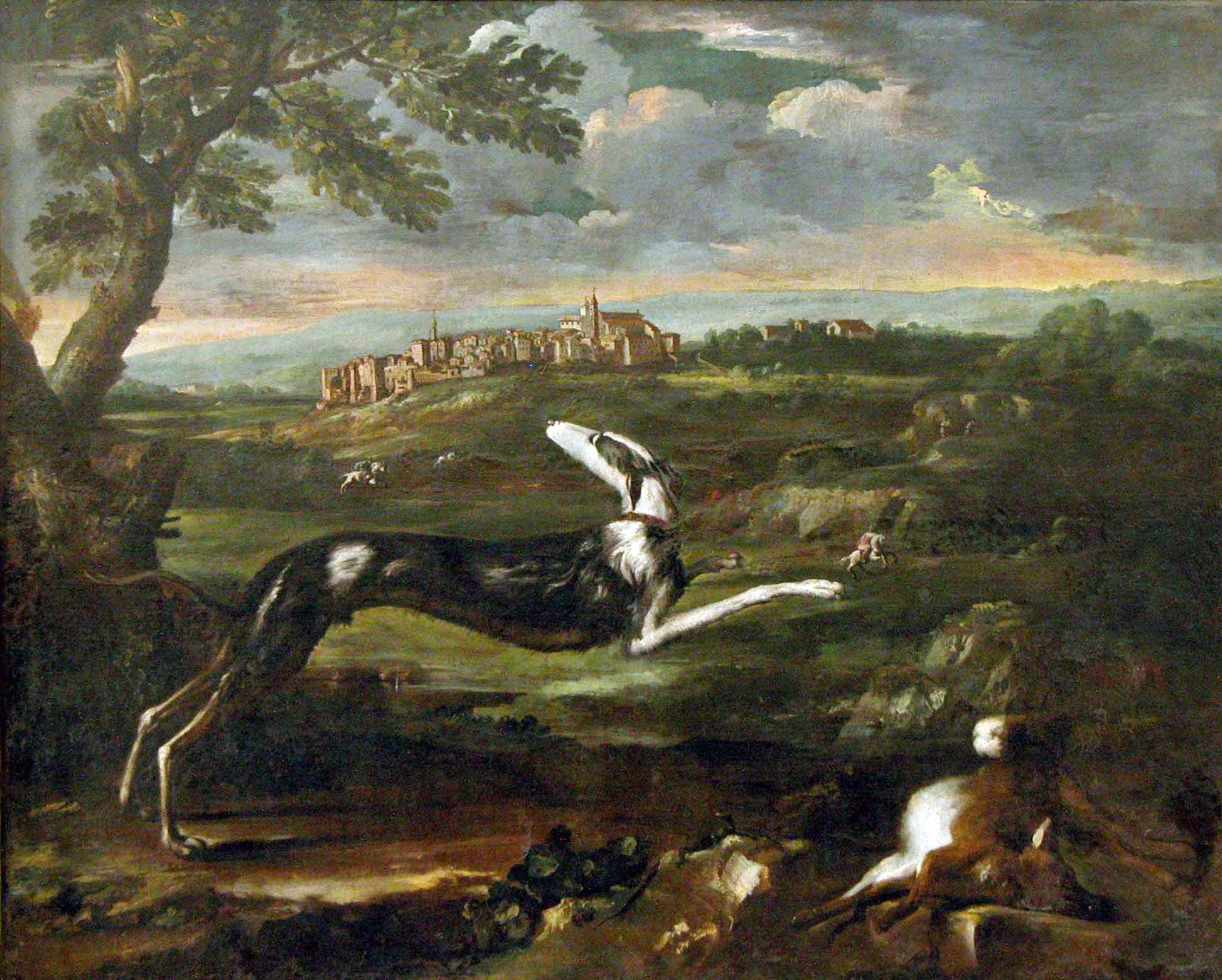
Windhund mit dem Ort Formello im Hintergrund, 1658–60, Öl auf Leinwand, Palazzo Chigi, Ariccia

Obwohl klar ist, dass sein Leben und seine Karriere grundsätzlich in Rom verliefen, wird manchmal vermutet, dass er auch in Neapel war.
Nach seinem vorzeitigen Tod im Oktober 1669 begann sich sein Ruhm in ganz Italien und darüber hinaus auszubreiten; besonders im England des 18. Jahrhunderts waren seine Werke sehr gesucht. Daher finden sich relativ viele seiner Bilder in englischen Sammlungen, u. a. in Blenheim Palace.
Michelangelo del Campidoglio gehört zu den originellsten und bedeutendsten Stilllebenmalern des italienischen Seicento in Rom. Er hatte auch Einfluss auf andere Maler, wie insbesondere auf Abraham Brueghel, mit dem es schon Zuschreibungsprobleme gab. Der eigentliche Ruhm Campidoglios beruht auf seinen Stillleben von Früchten und Blumen; besonders seine Früchte bezeichnete Luigi Lanzi 1834 als „exzellent“ und der Künstler selber sei „quasi der Raffael dieser Art Malerei“ gewesen (eccelente nei frutti e quasi Raffaele di tali pitture. In: Luigi Lanzi: Storia pittorica dell’Italia: Dal risorgimento delle Belle Arti fin presso al fine del XVIII secolo. Florenz 1834, II, S. 52). Er signierte oder datierte seine Werke jedoch nie, was eine Rekonstruktion seines Werdegangs und auch eine sichere Zuschreibung erschwert.
Die Werke, die ihm heute zugeschrieben werden, zeichnen sich durch einen eigenwilligen, sehr malerischen und bereits ganz barocken dekorativen Stil aus. Seine Arrangements sind auffällig fantasievoll, originell, geistreich und farbenfroh, die Früchte oft auf mehreren Ebenen und in Nahsicht angeordnet, meist vor Landschaftshintergründen. Es fällt eine Vorliebe für Kürbisse oder Melonen und aufgesprungene oder offene Früchte auf, und zuweilen fügte er in seine Kompositionen Tiere wie Äffchen oder Kaninchen und auch (meist weibliche) menschliche Figuren ein – die letzteren ließ er wahrscheinlich von anderen Künstlern malen.
Micheles Sohn Giovanni Battista Pace (20. Februar 1650–1699) wurde auch Maler, jedoch von Figuren und Historien; es ist möglich, dass Michele manchmal Landschaftshintergründe in die Bilder Giovanni Battistas malte. Sein jüngerer Sohn Pietro Pace malte wahrscheinlich 1671–1672 für Kardinal Barberini einige Kopien nach Landschaften von Domenichino und Poussin. Eine Tochter wurde Nonne.

## Bildergalerie

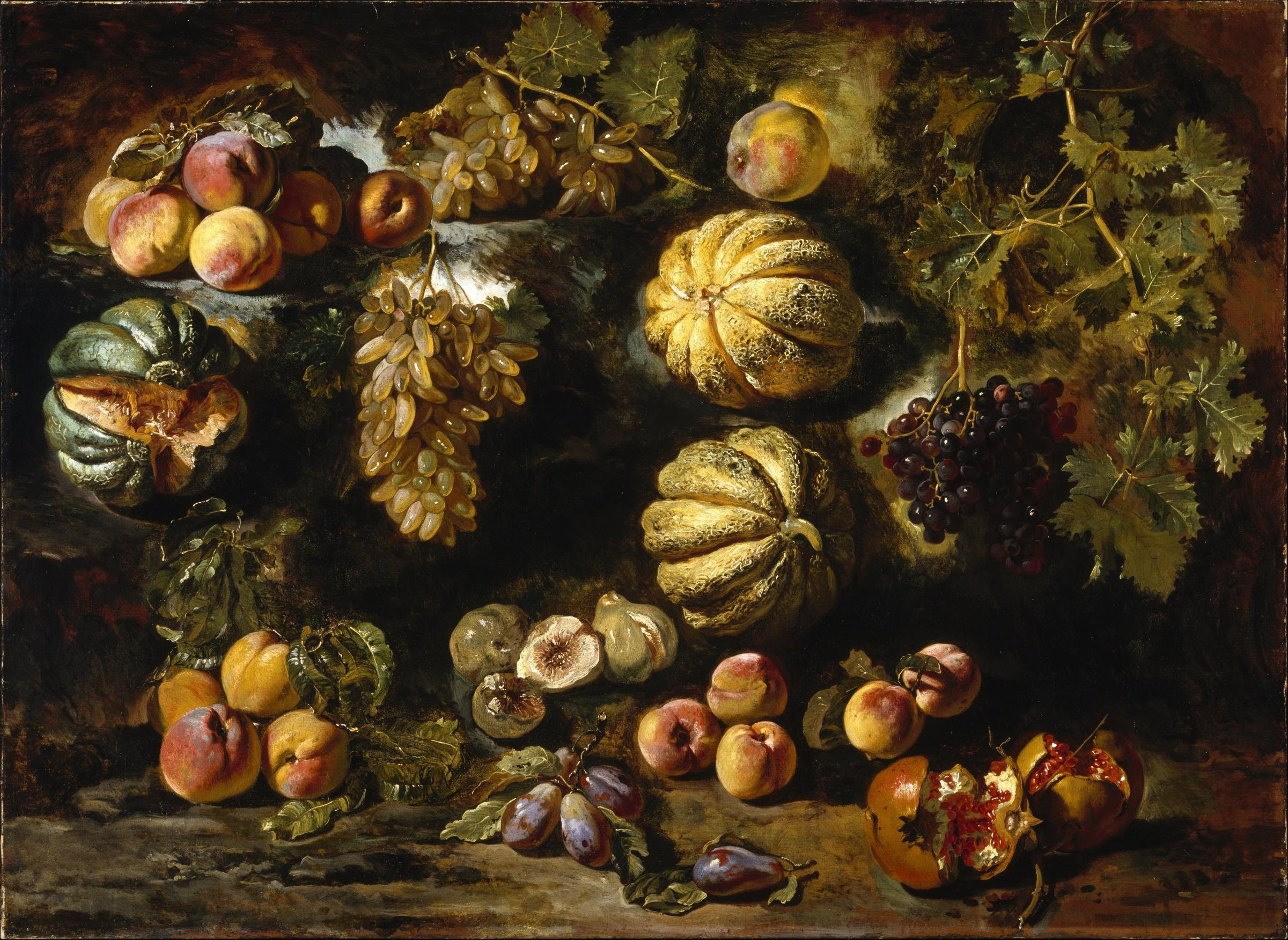
Kleines Stillleben mit Melonen, Pfirsichen, Trauben, Feigen und Granatapfel, Öl auf Leinwand, 94,6 × 128,3 cm, Museum of Fine Arts, Houston
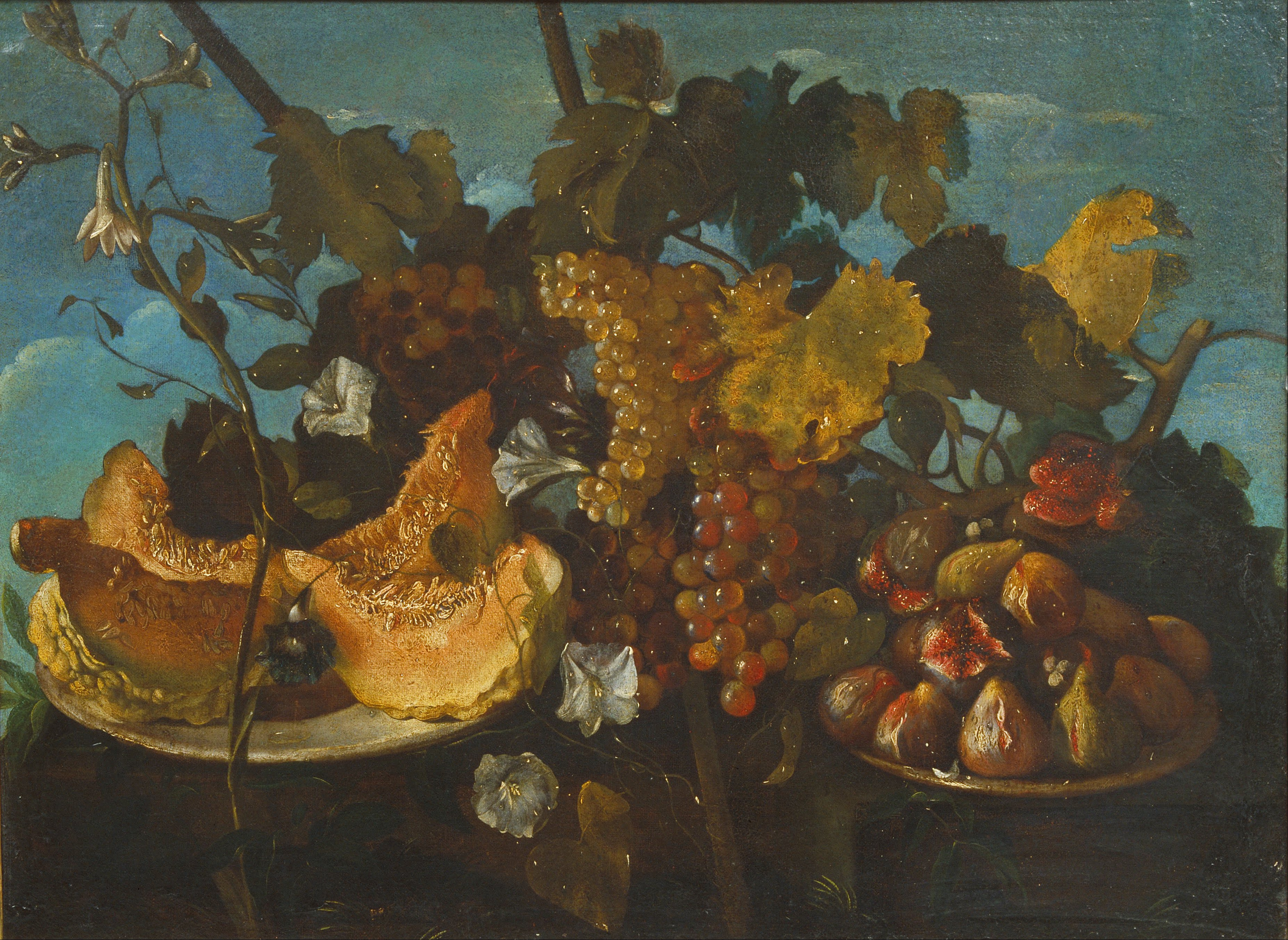
Stillleben mit Trauben, Feigen und Melone, Öl auf Leinwand, 74 × 98,5 cm, Museu Nacional d’Art de Catalunya, Barcelona
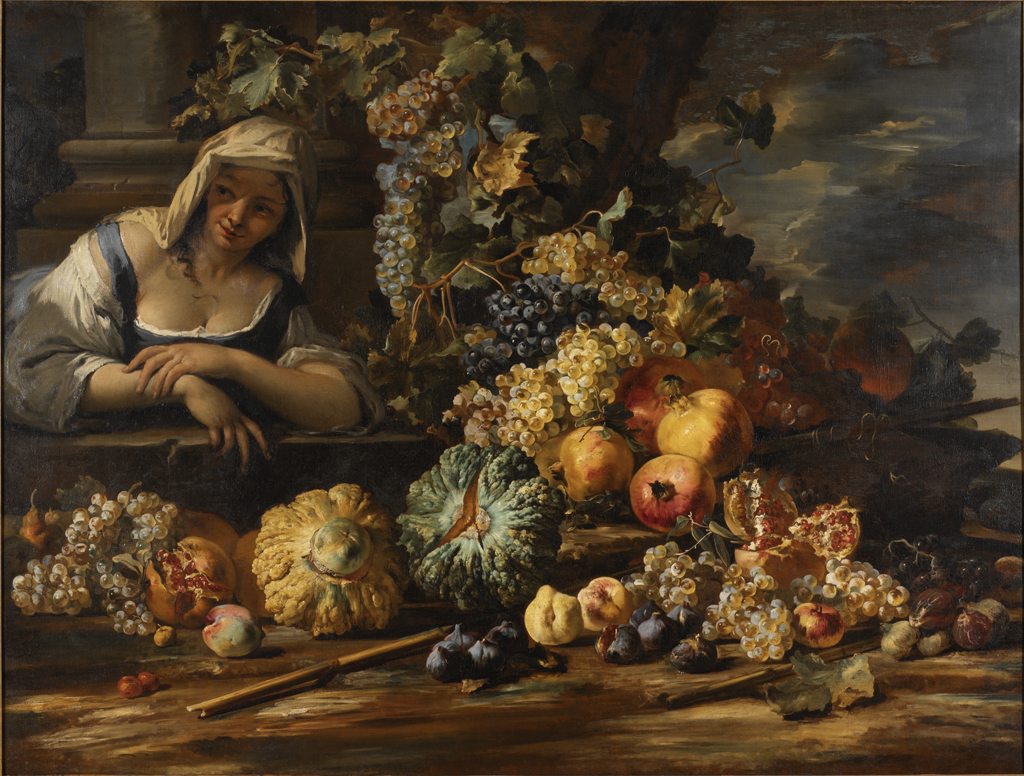
Stillleben mit Trauben, Kürbissen, Granatäpfeln und einer jungen Frau, Öl auf Leinwand, 122,2 × 160,7 cm, Rhode Island School of Design Museum